# Trichothallus hawaiiensis
Trichothallus hawaiiensis är en svampart som beskrevs av F. Stevens 1925. Trichothallus hawaiiensis ingår i släktet Trichothallus och familjen Euantennariaceae.   Inga underarter finns listade i Catalogue of Life.